# オッター軽偵察車
オッター軽偵察車は、第二次世界大戦中にカナダ軍によって開発された軽偵察車（装輪装甲車）である。

## 開発経緯
オッター軽偵察車(軽偵察車はLRCと略される。Light Reconnaissance Carの頭文字から成る)はゼネラルモーターズ社によって開発された、ハンバー軽偵察車の後継車両である。1942年から1945年の間に、1761台がオンタリオ州のオシャワで生産された。
この車両はシボレーC15 CMPトラックを原型としている。兵装は、小型のオープントップ砲塔の外部にボーイズ対戦車ライフルとブレン軽機関銃を搭載した。

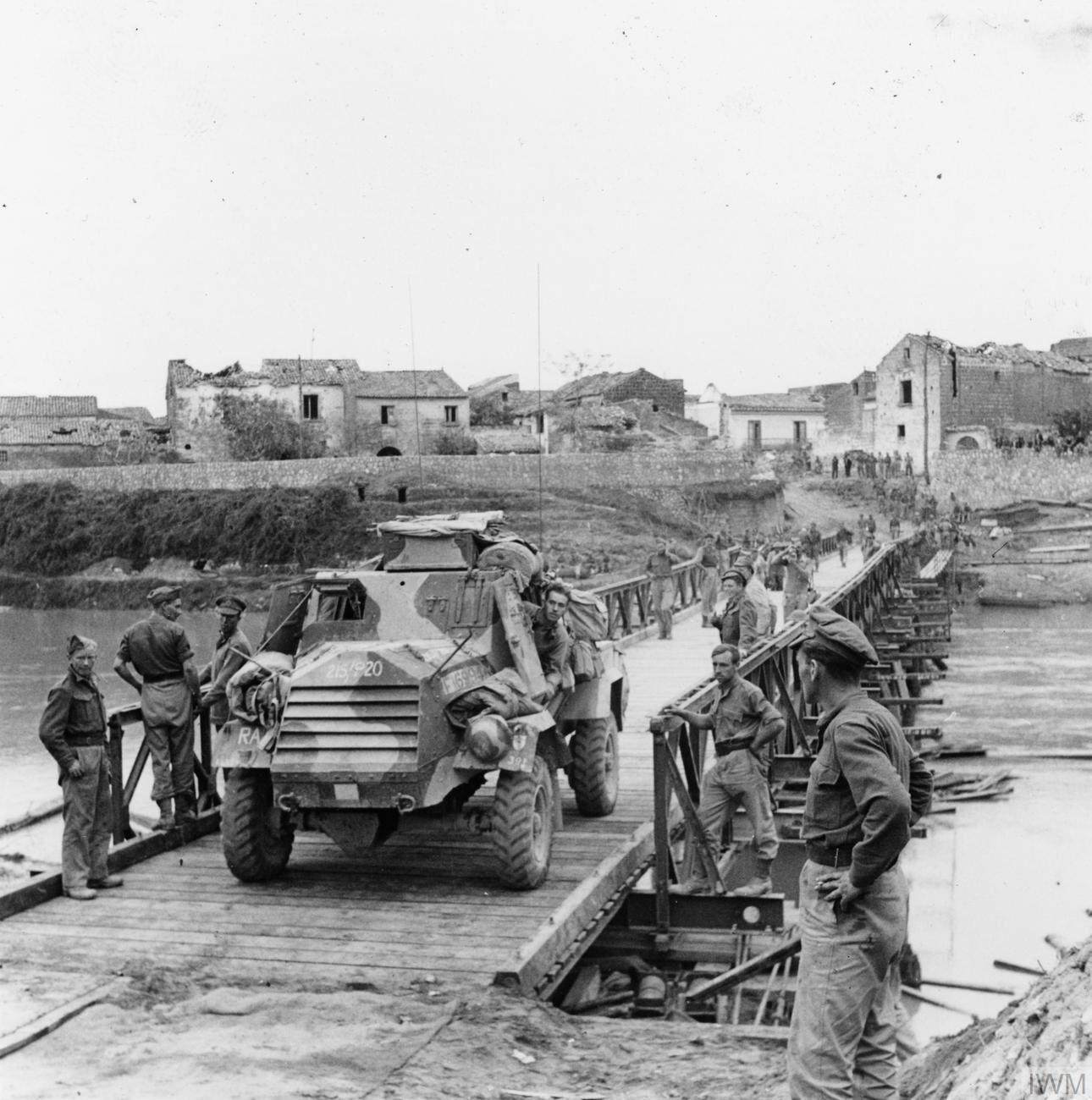
1943年10月、グラッツァニーゼのボルターノ川にかかるベイリー橋を横断するオッター軽偵察車

オッター軽偵察車は、イタリアでの作戦とヨーロッパ北西部でカナダ軍部隊に就役した。
しかし他の英連邦軍の装甲車より武装の貧弱なオッターは、現地の陸軍偵察部隊により劣った物と認識され交替させられていった。その一方で輸送部隊の護衛や治安任務での運用が続けられ、またイギリス本土ではイギリス空軍（RAF）に引き渡され、より旧式な装甲車しか持っていなかった空軍装甲車中隊（ACC）の新装備となり、飛行場と補給所を守る任務に就いた。更に後には英国外に展開する英空軍連隊が新たに創設され、その中でも中東や南部ヨーロッパに進出した野戦中隊ではオッターが主装備となり、自軍飛行場の防衛任務だけでなく、敵飛行場の奪取にまで用いられた。
大戦後、オッター軽偵察車はインドネシア独立戦争においてオランダ軍が使用した。また中東に展開していた英軍のオッターは、ヨルダン軍、エジプト軍、レバノン軍などに売却された。